# Massimo Di Benedetto
Massimo Di Benedetto, conosciuto anche come Max Di Benedetto (Acqui Terme, 16 marzo 1977), è un doppiatore e direttore del doppiaggio italiano.
Nel 1997-1998 ha frequentato i corsi di Centro Teatro Attivo a Milano, città in cui si è trasferito nel 1999 e in cui ha intrapreso la carriera di doppiatore. È noto per essere la voce italiana di Yugi Mutō/Yami Yugi in Yu-Gi-Oh!, serie per cui nel 2005 ha vinto il premio "Miglior Rivelazione Voce Maschile" tenutasi alla manifestazione annuale "Cartoon & TV Awards".

## Doppiaggio

### Film
- Nathan West in The Skulls II
- True Train in Due sballati al college
- Christopher Bishop in Air Bud vince ancora
- Max Lloyd-Jones in Il ritorno dei ragazzi vincenti
- Tony Vlastelic in Slap Schot 2
- Naim Thomas in Il voltapagine
- Robert Jayne in Tremors 3 - Ritorno a Perfection
- Matt Twinning in The Frightening
- Tetsu Sawaki in Audition
- Filip Krizan in Padre Vostro
- Michael Pitt in Delirious - Tutto è possibile
- Park No-shik in Memories of Murder

### Film d'animazione
- Rock Lee in Naruto - Il film: I guardiani del regno della luna crescente, Naruto Shippuden - L'esercito fantasma, Naruto Shippuden - Eredi della Volontà del Fuoco, The Last: Naruto the Movie, Boruto: Naruto the Movie
- Bart in Ken il guerriero - La leggenda di Hokuto, Ken il guerriero - La leggenda di Raoul, Ken il guerriero - La leggenda di Toki
- Yugi Mutō/Yami Yugi in Yu-Gi-Oh! - Il film, Yu-Gi-Oh!: The Dark Side of Dimensions
- Kobi in One Piece Stampede - Il film, One Piece Film: Red
- Ayumo Tojo in Gintama the Movie: A New Translation - Capitolo di Benizakura, Gintama the Movie: Capitolo finale - Tuttofare per sempre
- Kodi in Balto - Sulle ali dell'avventura
- Harry in Beyblade - The Movie
- Scricciolo in Capitan Sciabola
- Matt Marvelous in Scooby-Doo e la leggenda del vampiro
- Alphonse Heiderich in Fullmetal Alchemist - The Movie: Il conquistatore di Shamballa
- Arnold in Hey Arnold! Il film
- Takashi Sakuma in Summer Wars
- Takeshi in Detective Conan - Requiem per un detective
- Kazuki Honjo in Detective Conan - ...e le stelle stanno a guardare
- Hideo Akagi in Detective Conan - L'undicesimo attaccante
- Nathan in Alvin Superstar incontra l'Uomo Lupo
- Ayasegawa Yumichika in Bleach: Memories of Nobody
- Bash Lancer in Inazuma Eleven - Il film - L'attacco della squadra più forte - Gli Ogre
- Helmeppo in One Piece Film: Z
- Marth nell'OAV di Fire Emblem: Mystery of the Emblem
- Principe Luis in Barbie e le tre moschettiere
- Pesce sogno in Barbie e l'avventura nell'oceano
- Ken in Barbie - La magia della moda, Barbie - Il segreto delle fate
- Liam in Barbie - La principessa e la popstar
- Dillon/Principe Seigfried in Barbie e le scarpette rosa
- Orson in Scary Godmother
- Yuga Aoyama in My Hero Academia: Heroes Rising
- Atsuji in Blame
- Jingoro il gatto in Capricciosa Orange Road – Il film: Vorrei tornare a quel giorno (secondo doppiaggio)
- Beets in Dragon Ball Super: Broly
- Koichiro Yuki in Sword Art Online: Progressive - Aria of a Starless Night
- Shiva in Sword Art Online: Progressive - Scherzo of Deep Night
- Wataru Takagi in Detective Conan: Episode "One" - Il detective rimpicciolito (prima edizione)
- Tetsushi Shiozaki e giornalista Nakamura in The First Slam Dunk
- Lupin III in City Hunter The Movie: Angel Dust
- Franky in Spy × Family - Code: White
- Izuru in My Oni Girl
- Ittetsu Takeda in Haikyu!! Battaglia all'ultimo rifiuto

### Serie e film TV
- Alex Sawyer in Anubis
- Pauly D in Pauly D: Da Jersey Shore a Las Vegas
- José Labrador in Gandía Shore, Super Shore
- Kyle Swann in Ned - Scuola di sopravvivenza
- Hector David Jr. in Power Rangers Samurai
- Omar Avila in Watch Over Me
- Romeo Sanders in Flikken - Coppia in giallo
- Alec Medlock in Drake & Josh
- Simon Bernal (1° voce), Eric Nelsen, John Jeon, Andrew Sibner, Spencer Boldman, Kevin Fonteyne, Chad Doreck, Zack Cumer e Miles Wood in iCarly
- Carlos Pena Jr. in I Thunderman
- Francis Capra in 44 Minutes: The North Hollywood Shoot-Out
- Jeff Ward in Il fidanzato perfetto
- Michael Mitchell in Thief - Il professionista
- Matías Mayer in Cata e i misteri della sfera
- Donny Murati in Isa TVB
- Jorge Maggio in Rebelde Way
- Jan Luis Castellano in Tredici

### Serie animate
- Kane Blueriver in Lost Universe
- Jun Lee in Aquarion
- Russell Tringham in Fullmetal Alchemist
- Rally in Le avventure di Chuck & Friends
- Ken Carson in Barbie - Life in the Dreamhouse
- Bucky Hensletter in Randy - Un Ninja in classe
- Spider-Man in Spider-Man The New Animated Series
- Principe di Oasis in Patlabor
- Mars in Fire Emblem
- Yami Yugi e Yugi Mutō in Yu-Gi-Oh! e Yu-Gi-Oh! GX
- Evan Daniels in X-Men: Evolution
- Dimitri (Kagurazaka) e Axel Brodie in Yu-Gi-Oh! GX
- Maialino No in Evviva Sandrino!
- Kiyo Takamine in Zatch Bell!
- Yaho Ranger Red in The After-Dinner Mysteries
- Ren Krawler in Bakugan Battle Brawlers: New Vestronia, Bakugan: Gundalian Invaders e Bakugan: Potenza Mechtanium
- Kairi Sanjo in Shugo Chara!
- Kento Yuki in Webdiver
- Naoki Goto in Bocchi the Rock!
- Soichiro Nagi in Inferno e paradiso
- Cameron in Bratz
- Orso in Franklin (2ª voce) e Franklin and Friends
- Andrew McGregor in Beyblade e Beyblade G-Revolution
- Mystel in Beyblade G-Revolution
- Hyoma in Beyblade Metal Fusion e Beyblade Metal Masters
- Hoji Konda in Beyblade Burst
- Plastic Man in Batman: The Brave and the Bold
- Ashley Ahura in Code Geass: Akito the Exiled
- Dark Danny in Danny Phantom
- Bradley "Brad" Carbunkle in Teenage Robot
- Riccardo di Rigo in Inazuma Eleven GO
- Trowa Barton in Gundam Wing
- King ne Nadia - Il mistero della pietra azzurra (secondo doppiaggio)
- Frank in Kung-Foot
- Hector Cruz in Ozzy & Drix
- Marc Clark in The Amazing Spiez!
- Pedro in Hotel Transylvania - La serie
- Dr. Zampeloso in Super Duper - Coniglietti in azione
- Dogura, Hermeppo (3ª voce), Kobi (3ª voce), Bagy il Clown (da ragazzo, solo nell'episodio 316), Van Ooger (3ª voce) e Saldeath in One Piece
- Rock Lee in Naruto e Naruto: Shippuden
- Kori in Shin Hakkenden
- Drew in Pokémon Advanced, Pokémon: Advanced Challenge, Pokémon: Advanced Battle e Pokémon: Battle Frontier
- Paul in Pokémon Diamante e Perla
- Chimchar in Pokémon Mystery Dungeon: Esploratori del tempo ed Esploratori dell'oscurità
- Tiny e Omino di Marzapane in Ever After High
- Gary Oak in Pokémon Diamante e Perla: Battle Dimension, Pokémon Diamante e Perla: Lotte Galattiche, Pokémon Serie Esplorazioni e nel ridoppiaggio di Pokémon, Pokémon - Oltre i cieli dell'avventura, Always Pokémon: The Johto Journeys
- Diapo in Pokémon Nero e Bianco
- Vincent e Giorgio in Pokémon Chronicles
- Toru Hanagata in Slam Dunk
- Enishi Yukishiro in Kenshin samurai vagabondo: Memorie del passato
- Eugene Hamilton in Johnny Test
- Sunburst in My Little Pony - L'amicizia è magica
- Yoshi in Kappa Mikey
- P.I. in Rocket Power - E la sfida continua...
- Kip Kozey, Maiale e Orologio a Cucù in Grog di Magog
- Jasper Jones in Littlest Pet Shop
- Killua negli episodi OAV di Hunter x Hunter
- Hao Asakura in Shaman King
- Max in Dinosaur King
- Romeo in Romeo × Juliet
- Principe Shade/Eclipse in Twin Princess - Principesse gemelle
- Chrono in Chrono Crusade
- Principe Yamato in Happy Lucky Bikkuriman
- Teddy Taur in Monster Allergy
- Rock in Trollz
- Marumaro in Blue Dragon
- Nick/Signore della Terra in Gormiti, che miti
- Takagi in Magica Doremì
- Walter in Dennis e Ringhio
- Karl Richter Von Randoll in Future GPX Cyber Formula
- Hakim Atawari in Emma - Una storia romantica
- Memorino in Street Football - La compagnia dei Celestini
- Porfi ne Il lungo viaggio di Porfi
- Senri Shiki in Vampire Knight
- Takeshi Tomoe in Project Arms
- Terzio in Mirmo
- Inaba in Lamù OAV - Che cosa accadrà nel futuro di Lamù
- Kei Takishima in Special A
- Jingoro il gatto nel secondo doppiaggio degli OVA di Orange Road
- Takeshi Yamamoto in Tutor Hitman Reborn!
- Kakeru Kunitachi e Michael III Arclight in Yu-Gi-Oh! Zexal
- Sho Tenma in BeyWheelz
- Karasu e Itsuki in Yu Yu Hakusho
- Ryo e Kengo in Mermaid Melody - Principesse sirene
- Rosso in Pokémon: Le origini
- Queen Della Mandragola in I Cavalieri dello zodiaco - Saint Seiya - Hades
- Edvard Di Syphl in I Cavalieri dello zodiaco - The Lost Canvas
- Hajime Muroto in Gantz
- Katsushiro Okamoto in Samurai 7
- Halil e Moon Shadow (ep. 46/50) in Yu-Gi-Oh! Arc-V
- Jaco e Fuwa (ep. 86+) in Dragon Ball Super
- Principe Giovanni in Robin Hood - Alla conquista di Sherwood
- Zeta 2 in Pokémon XYZ
- Wilhelm van Astrea (da giovane) in Re:Zero - Starting Life in Another World
- Takenaka Hambei in Sengoku Basara
- Jack in MÄR
- Roberto Martinez in Max Steel
- Santa in My Santa
- Mocho Mochida in Kilari
- Kensei Muguruma, Nnoitra Jilga in Bleach
- Vicio in Pokémon Sole e Luna
- Finny in Gli strani misteri di Archie
- Shirou Kotomine/Shirou Tokisada Amakusa in Fate/Apocrypha
- Yuga Aoyama e Membro Delle Nazioni Unite in My Hero Academia
- Mimura in Sugar Sugar Rune
- Vari personaggi in Detective Conan
- Bold in Sword Art Online Alternative: Gun Gale Online
- Yumizu Kaneamari in Genie Family - Il ritorno del Mago Pancione
- Ittetsu Takeda in Haikyu!!
- Satoru Mikami e Yashichi in That Time I Got Reincarnated as a Slime
- Choji Ahane, Shinichiro Sano e Hajime Kokonoi in Tokyo Revengers
- Jura Halmer in DanMachi
- Voci aggiuntive in I Got a Cheat Skill in Another World and Became Unrivaled in the Real World, Too
- Mantle in Dr. Stone
- Franky in Spy × Family
- Diavolo Eternità in Chainsaw Man
- Kai in Call of the Night
- Finn Ames in Mashle: Magic and Muscles
- Ayumu Tojo in Gintama
- Scatolotto in Reborn as a Vending Machine, I Now Wander the Dungeon
- Zanoba Shirone in Mushoku Tensei
- Soshiro Hoshina in Kaiju No. 8
- Maestro Di Natsuko e Midori in Zenshu
- Keiichiro Akasaka in Tokyo Mew Mew New
- Mostro di Flatwoods in DanDaDan (ediz. Crunchyroll)

### Videogiochi
- Orbot nei videogiochi di Sonic the Hedgehog
- DJ Stryker in Burnout 3: Takedown
- Darc in Arc - Il tramonto degli Spiriti
- Harry Potter in Harry Potter e il prigioniero di Azkaban[1], Harry Potter e il Calice di Fuoco[2], Harry Potter e l'Ordine della Fenice[3], Harry Potter e il principe mezzosangue[4], Harry Potter e i Doni della Morte - Parte 1[5] e Harry Potter e i Doni della Morte - Parte 2[6]
- Vari studenti in Harry Potter e il prigioniero di Azkaban[1]
- Teare in Haze[7]
- Dante in DmC Devil May Cry[8]
- Jason Brody in Far Cry 3[9]
- Asterix in Asterix & Obelix XXL[10]
- Abe in Oddworld: Munch's Oddysee.
- Kharg in Arc - Il tramonto degli Spiriti[11]
- Spider-Man in Spider-Man 2[12]
- Rafael Ruiz in Shadow Ops: Red Mercury[13]
- Profeta del Rimorso in Halo 2[14]
- Satoru in Ape Escape 3[15]
- Leif Jorgenson in Anno 1404[16]
- Mitch "Crispy" Chrisman in Area 51[17]
- Jimmy in Peter Jackson's King Kong[18]
- Tassista / guida turistica in Bee Movie Game[19]
- Principe Betamesh in Arthur e il popolo dei Minimei[20]
- Betameche in Arthur e la vendetta di Maltazard[21]
- Gérald Blanc in Assassin's Creed III: Liberation[22]
- Cesare Borgia in Assassin's Creed: Brotherhood[23]
- Duleep Singh in Assassin's Creed: Syndicate[24]
- Arno Victor Dorian in Assassin's Creed: Unity[25]
- Murius e Quasimo in Avencast: Rise of the Mage[26]
- Generale Kuribayashi in Axis & Allies[27]
- Voce delle Azioni, Allievo monaco e bambino in Black & White 2[28]
- Logan Somers in BlackSite: Area 51[29]
- Failurebot in Borderlands 3[30]
- Klaus Baudelaire in Lemony Snicket - Una serie di sfortunati eventi
- Brave in Brave - Alla ricerca di Spirito Danzante[31]
- Vernon, Ragazzo skateboard, Boris e 1° Agente di polizia in Broken Sword: Il sonno del drago[32]
- Nathan Holden in Brothers in Arms: Hell's Highway[33]
- John Bellomy in Call of Duty[34]
- Soldato McCloskey in Call of Duty 2[35]
- Leslie Baron in Call of Duty 3[36]
- Sergente Newcastle in Call of Duty 4: Modern Warfare[37]
- Voci fuori campo in Command & Conquer: Generals[38]
- Ajay in Command & Conquer 3: Tiberium Wars[39]
- Chino in Crysis 2[40]
- Tristan in Dangerous Heaven: La leggenda dell'Arca[41]
- Ximon in Daxter[42]
- Soldato in Madagascar 2[43]
- Lucas Monroe e Jeremy in Days Gone[44]
- Hunter Thibodeaux e Peter in Dead Rising 3[45]
- Lukas Hayes in Death by Degrees[46]
- Nosey in Deus Ex: Mankind Divided[47]
- Peter Raleigh e Voci di Sottofondo in Doom 3[48]
- Flinn in Duel Masters[49]
- Elsword in Elsword[50]
- David Cage, Lucas Kane bambino e Guardia del Museo in Fahrenheit[51]
- Wheaty in Far Cry 5[52]
- Ragazzo in Freedom Fighters[53]
- Kratos giovane in God of War: Ghost of Sparta[54]
- Nick / Signore della Terra in Gormiti: Gli eroi della natura[55]
- Adrian Pucey, Jeremy Stretton e Randolph Bone in Harry Potter e la Coppa del Mondo di Quidditch[56]
- Anduin Wrynn in Hearthstone[57]
- Torcia Umana/Johnny Storm in I Fantastici 4[58], Ultimate Spider-Man
- Riccardo "Ricky" di Rigo, Xavier Schiller e Charley in Inazuma Eleven Go[59]
- Revali in The Legend of Zelda: Breath of the Wild,[60] Hyrule Warriors: L'era della calamità[61] e The Legend of Zelda: Tears of the Kingdom[62]
- Charlie e hacker Alejandro in Just Cause 4[63]
- Personaggi vari in Killzone: Mercenary
- Jack "il fortunato" in Anthem[64]
- Riccardo "Ricky" di Rigo, Aitor Cazador e Michael Ballzack in Inazuma Eleven GO Chrono Stones[65]
- Arcieri in Stronghold 2
- Protagonista maschile in Remnant 2[66]
- Personaggi vari in Midtown Madness 3
- Yugi Mutō in Yu-Gi-Oh! Power of Chaos: Yugi the Destiny[67]
- Spyro in Spyro: A Hero's Tail
- Lanterna Verde in Suicide Squad: Kill the Justice League (2024)[68]
- Samurai temerario in Rise of the Rōnin (2024)[69]
- Kay in Legend of Kay
- Niko in Nikoderiko: The Magical World

### Direttore del doppiaggio
- Aria - The Natural
- Inazuma Eleven Go: Galaxy (insieme a Pino Pirovano)
- Genie Family - Il ritorno del Mago Pancione (insieme ad Aldo Stella e Luca Ghignone)
- Tokyo Revengers
- One Piece Film: Red (insieme a Renato Novara)
- The First Slam Dunk
- The Eminence in Shadow
- Chainsaw Man
- I Got a Cheat Skill in Another World and Became Unrivaled in the Real World, Too
- Capricciosa Orange Road – Il film: Vorrei tornare a quel giorno e OVA 1-2 di Orange Road (secondo doppiaggio) (insieme a Federico Zanandrea)
- Ushio e Tora (2015)
- Shangri-La Frontier
- DanDaDan (insieme a Mosè Singh)
- Re:Zero - Starting Life in Another World
- The After-Dinner Mysteries
- Rent a Girlfriend